# Strada nazionale 52 (Argentina)
La strada nazionale 52 (Ruta Nacional 52 in spagnolo) è una strada statale argentina che attraversa il sud-ovest della provincia di Jujuy e il nord-ovest della provincia di Salta sino alla frontiera cilena. Origina da una biforcazione della strada nazionale 9 nei dintorni di Purmamarca e termina presso il valico di frontiera del passo di Jama. Oltre il confine prosegue come strada 27-CH verso San Pedro de Atacama.